# Cleora costiplaga
Cleora costiplaga är en fjärilsart som beskrevs av Fletcher 1953. Cleora costiplaga ingår i släktet Cleora och familjen mätare. Inga underarter finns listade i Catalogue of Life.